# Операция «Пенденнис»
Операция «Пенденнис» — операция по расследованию деятельности и задержанию исламских террористов, проведённая в Сиднее и Мельбурне (Австралия) в 2004—2006 годах полицией штата Новый Южный Уэльс, полицией штата Виктория, австралийской федеральной полицией и австралийской службой безопасности и разведки. Операция была на тот момент самым долгим антитеррористическим расследованем в Австралии. Задержанные являлись членами 2 террористических ячеек, лидерами которых были Абдул Насер Бенбрика и Мохамед Эломар.
Пять человек были арестованы в 2005 году по обвинению в планировании террористического акта в Сиднее, самом густонаселённом городе Австралии и столице Нового Южного Уэльса. Группа была признана виновной 16 октября 2009 года и приговорена 15 февраля 2010 года к срокам до 28 лет заключения.

## Подготовка
Халед Шейхо, Мустафа Шейхо, Мохамед Али Эломар, Абдул Ракиб Хасан и Мохаммед Омар Джамал были арестованы в различных районах Сиднея и предстали перед Верховным судом Нового Южного Уэльса по обвинению в подготовке террористического акта в период с июля 2004 года по ноябрь 2005 года. Никто из них не признал себя виновным по обвинению в сговоре с целью совершения террористического акта или актов. Ориентировочно, окончательная стоимость судебного процесса составляет более 10 миллионов австралийских долларов.
Эти пятеро якобы были связаны с Абдулом Насером Бенбрикой, который находится под арестом в Мельбурне. Полицейские обыскали их дома и обнаружили инструкции по изготовлению бомб, 28 000 патронов (в том числе 11 000 7,62 × 39 мм), 12 винтовок, исламистскую литературу и кадры обезглавливания, проведённого исламистами. По версии обвинения, в период с июля 2004 года по ноябрь 2005 года мужчины приобрели взрывчатые вещества и оружие.

## Процесс
В конце 2008 года эти люди предстали перед судом. Заключительные аргументы были заслушаны 28 июля 2009 года. Судебный процесс проходил в специально построенном здании суда строгого режима в Сиднее. Прокурор Ричард Мейдмент заявил, что пятеро мужчин хотели «жестокого джихада, который включал применение крайней силы и насилия, включая убийство тех, кто не разделял фундаменталистских… экстремистских убеждений». Процесс был почти сорван, когда защита потребовала распустить присяжных; было обнаружено, что молодая женщина, которая была родственницей одного из обвиняемых, пришла в суд и, как сообщается, записывала описания присяжных. Однако присяжные заявили, что это не повлияет на их обсуждение, и судья разрешил продолжить судебный процесс.

### Вердикт и приговор
Пятеро были признаны виновными 16 октября 2009 года. Судебный процесс был одним из самых продолжительных в Австралии, в нём участвовало около 300 свидетелей и 3000 вещественных доказательств, включая 18 часов прослушивания телефонных разговоров и 30 дней записи видеозаписей с камер наблюдения, что превзошло рекорд, ранее установленный при ликвидации Bell Group.
Виновные были заключены в тюрьму 15 февраля 2010 года на сроки от 23 до 28 лет следующим образом:
- Халед Шейхо — 27 лет
- Мустафа Шейхо — 26 лет
- Мохамед Али Эломар — 28 лет
- Абдул Ракиб Хасан — 26 лет
- Мохаммед Омар Джамал — 23 года

В декабре 2014 года в Апелляционном уголовном суде Нового Южного Уэльса все пятеро мужчин проиграли апелляцию по поводу своего осуждения и приговоров.